# Горст Штоттмайстер
Горст Штоттмайстер (нім. Horst Stottmeister; нар. 7 січня 1948, Штендаль, Саксонія-Ангальт) — східнонімецький борець вільного стилю, триразовий срібний призер чемпіонатів світу, дворазовий чемпіон, срібний та бронзовий призер чемпіонатів Європи, учасник двох Олімпійських ігор.

## Життєпис
Виграв титули чемпіона Європи в середній вазі в 1970 році і в напівважкій вазі в 1975 році. На Олімпійських іграх він двічі став четвертим, у Мюнхені в 1972 році, і в Монреалі через чотири роки. На Іграх 1976 року він отримав травму у своєму передостанньому бою проти шведа Франка Андерссона, коли розірвав хрящ меніска в одному зі своїх колін. У своєму останньому бою проти американця Бена Петерсона він не зміг поворухнутися і втратив шанси на медаль.
У 1971, 1973 і 1975 роках Штоттмайстер вигравав срібні медалі на чемпіонатах світу, а в 1971, 1973-74 роках вигравав титули чемпіона Східної Німеччини. Після об'єднання повернувся до боротьби і регулярно брав участь у чемпіонатах серед ветеранів. Він також був активним міжнародним арбітром.
Щоттмайстер отримав освіту кухаря та вчителя спорту. Пізніше він кілька років керував відомим рестораном «Gewandhaus» у Лейпцигу. Після об'єднання Німеччини в 1993 році він став власником іншого ресторану Лейпцига, який мав бути названий на його честь. Згодом ним керувала його дочка Яна.

## Спортивні результати на міжнародних змаганнях

### Виступи на Олімпіадах
| Змагання                    | Збірна | Вагова категорія          | Місце |
| --------------------------- | ------ | ------------------------- | ----- |
| Літні Олімпійські ігри 1972 | НДР    | вільна боротьба, до 82 кг | 4     |
| Літні Олімпійські ігри 1976 | НДР    | вільна боротьба, до 90 кг | 4     |

### Виступи на Чемпіонатах світу
| Змагання                        | Збірна | Вагова категорія          | Місце  |
| ------------------------------- | ------ | ------------------------- | ------ |
| Чемпіонат світу з боротьби 1970 | НДР    | вільна боротьба, до 82 кг | 4      |
| Чемпіонат світу з боротьби 1971 | НДР    | вільна боротьба, до 82 кг | Срібло |
| Чемпіонат світу з боротьби 1973 | НДР    | вільна боротьба, до 90 кг | Срібло |
| Чемпіонат світу з боротьби 1975 | НДР    | вільна боротьба, до 90 кг | Срібло |

### Виступи на Чемпіонатах Європи
| Змагання                         | Збірна | Вагова категорія          | Місце  |
| -------------------------------- | ------ | ------------------------- | ------ |
| Чемпіонат Європи з боротьби 1969 | НДР    | вільна боротьба, до 82 кг | 5      |
| Чемпіонат Європи з боротьби 1970 | НДР    | вільна боротьба, до 82 кг | Золото |
| Чемпіонат Європи з боротьби 1973 | НДР    | вільна боротьба, до 90 кг | Срібло |
| Чемпіонат Європи з боротьби 1974 | НДР    | вільна боротьба, до 90 кг | Бронза |
| Чемпіонат Європи з боротьби 1975 | НДР    | вільна боротьба, до 90 кг | Золото |